# Kuosaktjärnen
Kuosaktjärnen är en sjö i Jokkmokks kommun i Lappland och ingår i Luleälvens huvudavrinningsområde. Sjön har en area på 0,0619 kvadratkilometer och ligger 394,3 meter över havet. Sjön avvattnas av vattendraget Kuosakbäcken.

## Delavrinningsområde
Kuosaktjärnen ingår i det delavrinningsområde (736923-168168) som SMHI kallar för Namn saknas. Medelhöjden är 410 meter över havet och ytan är 9,76 kvadratkilometer. Det finns ett avrinningsområde uppströms, och räknas det in blir den ackumulerade arean 17,08 kvadratkilometer. Kuosakbäcken som avvattnar avrinningsområdet har biflödesordning 4, vilket innebär att vattnet flödar genom totalt 4 vattendrag innan det når havet efter 239 kilometer. Avrinningsområdet består mestadels av skog (83 procent) och sankmarker (14 procent). Avrinningsområdet har 0,06 kvadratkilometer vattenytor vilket ger det en sjöprocent på 0,6 procent.